# Daniel Zuloaga
Daniel Zuloaga Boneta (Madrid, 8 de abril de 1852-Segovia, 27 de diciembre de 1921) fue un ceramista y pintor español, considerado uno de los renovadores del arte ceramista en España. Trabajó principalmente desde sus talleres de Madrid y Segovia, pero su obra se extiende por toda la geografía española, y gracias a su participación en distintas exposiciones internacionales, pueden encontrarse piezas suyas en diferentes países de Europa.
Su trabajo se caracterizó por la recuperación de antiguas técnicas ceramísticas, como la cuerda seca, la de cuenca o arista y el reflejo metálico, introduciendo los estilos de moda en Europa como el neorrenacentismo y el modernismo.
Por las influencias sociales de su padre, trabajó desde muy joven en el Palacio Real. Tras su formación en la escuela de porcelana de Sèvres (Francia), fue elegido por el conde Morphy, secretario del rey Alfonso XII, para dirigir y recuperar la Real Fábrica de la Moncloa. Junto a varios arquitectos del último cuarto de siglo español protagonizó el periodo dorado de la historia de la azulejería urbana en Madrid, con obras como el Palacio de Velázquez, el Palacio de Cristal del Retiro y el Hospital de Maudes, entre otros muchos ejemplos.

## Biografía

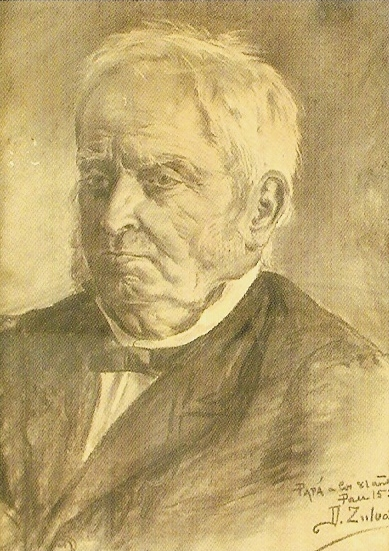
Eusebio Zuloaga, visto por su hijo Daniel poco antes de morir.

Nació el 8 de abril de 1852 en Madrid en un ambiente centrado en torno a la fábrica familiar de armas en Éibar y al taller de Madrid, ambos propiedad de sus padres, hecho que predispuso su destino, al igual que el de sus hermanos. Su madre fue Ramona Boneta, una especialista en galvanoplastia, y su padre Eusebio Zuloaga, un arcabucero de Isabel II que ocupó la dirección de la Real Armería de Madrid y por ello armero, que conocía las artes del metal e investigaba para aplicar los esmaltes a las armas, recuperando técnicas como el damasquinado. Esa copia de los arabescos y filigranas de las armas realizadas en el taller, se convirtieron en sus primeras lecciones de dibujo.

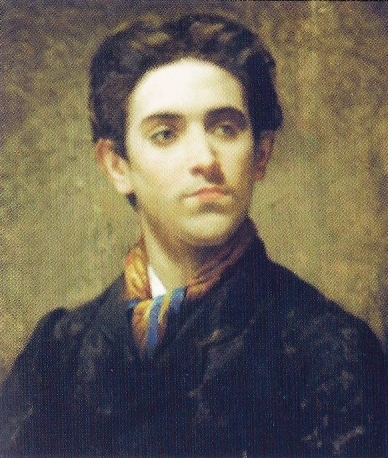
Retratado a los dieciocho años por su cuñado el pintor Ignacio Suárez Llanos (1830-1881)

En su primera formación también influyó el hecho de que su hermana Teodora contrajese matrimonio con el pintor asturiano Ignacio Suárez Llanos, quien se convirtió en su primer maestro, que lo retrató cuando tenía dieciocho años, pero los grandes conocimientos que después aplicaría en su obra fueron los obtenidos en Sèvres, donde acudió junto con sus hermanos. La escuela de cerámica de Sèvres era entonces la más importante de Europa en esos momentos, y fueron bien recibidos pues su padre había estudiado en ella muchos años atrás. Fueron discípulos de Salvetat y de Regnault, y allí permanecieron desde 1867 hasta 1871, año en que abandonaron la escuela al desencadenarse la Guerra Franco-Prusiana, regresando a España.
Tras la Restauración borbónica y con apoyo financiero de Alfonso XII, abrió junto a sus hermanos la Real Fábrica de la Moncloa. Más tarde trasladó su taller a la zona de Vallehermoso (Madrid), y posteriormente a Segovia, donde trabajó en la fábrica de loza La Segoviana, propiedad de la familia Vargas, con quien tuvo ciertas desavenencias y trasladó nuevamente el taller a Pasajes de San Juan (Guipúzcoa), regresando finalmente a Segovia, donde adquirió la iglesia de San Juan de los Caballeros para crear su último taller, que mantuvo hasta su muerte, ocurrida en dicha ciudad el 27 de diciembre de 1921.

## Trayectoria profesional

### Comienzos
Las primeras obras de Daniel fueron realizadas durante el reinado de Amadeo de Saboya y destinadas al Palacio Real, donde se conservan en la actualidad. Fueron unas copias al óleo de unas sillas de mano existentes en las caballerías reales atribuidas a François Boucher. Fue tan bueno el trabajo realizado que el monarca y su mujer le expresaron personalmente sus elogios. Durante sus comienzos visitaba frecuentemente el Museo del Prado, donde estudió y copió las obras maestras allí expuestas, relación que mantuvo muchos años, pues en 1906 consta como copista del museo en los registros del mismo, y en 1911 recomendó a un ceramista de Talavera para que copiase en el museo.
A su regreso a España en 1871, los hermanos se dedicaron a realizar decoración de porcelanas al estilo Sèvres, Buen Retiro, Alcora y Talavera, hasta que llegó su gran oportunidad, la dirección de la mítica fábrica de La Moncloa. Mientras llegaba el momento, Daniel acudía a muestras y exposiciones dando a conocer su obra, como lo hizo en la Universal de París de 1878.

### Real Fábrica de la Moncloa

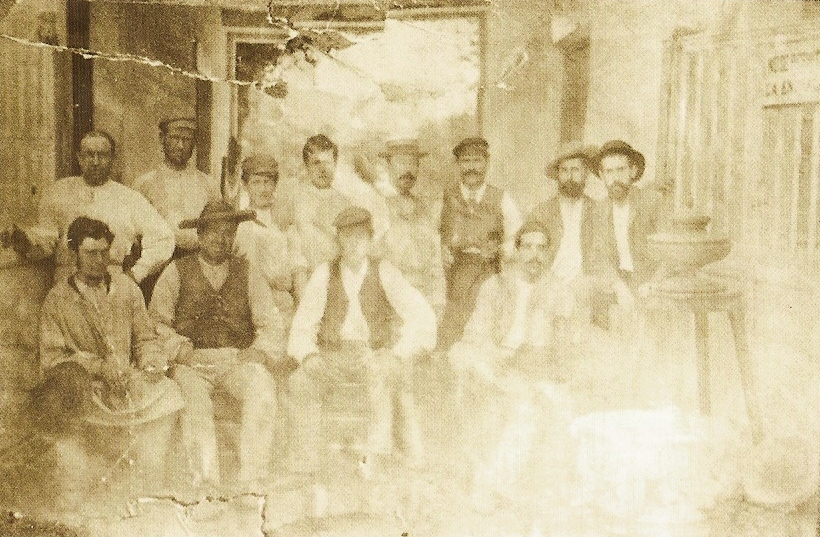
Los hermanos Zuloaga con los trabajadores en La Moncloa (c. 1883).

Tras la destrucción de la Real Fábrica de porcelana del Buen Retiro durante la Guerra de la Independencia, Fernando VII mandó construir en 1817 una nueva fábrica, La Moncloa, que tras diversas etapas de funcionamiento cerró sus puertas en 1850, hasta que en 1874 por iniciativa de Alfonso XII se establece de nuevo. Guillermo Morphy, más conocido como el Conde Morphy, entonces secretario del rey, recomendó a los hermanos Zuloaga para la dirección de la misma. Para ponerla en marcha la Corona concedió a los Zuloaga los terrenos donde se levantaba la antigua, a condición de que estos mantuvieran una escuela pública compuesta por doce alumnos a los que debían enseñar el arte de la cerámica, y que cedieran los modelos de las piezas fabricadas por ellos a las escuelas de arte y museos. En 1879 el funcionamiento no era muy bueno, pues el propio rey hizo un importante encargo de placas cerámicas para la Sala de Fumar del Palacio Real a una fábrica francesa, y en 1881 se transformó en una sociedad de la que formaron parte personajes importantes como el propio conde Morphy, el ministro José de Cárdenas, el arqueólogo Juan de Dios de la Rada y otros personajes junto a los hermanos Zuloaga, de los cuales Guillermo fue nombrado director y Daniel responsable artístico. Tras grandes inversiones económicas se consiguió sacar a flote la fábrica, y la mayor novedad de la reapertura fue la producción de azulejos murales, pues en sus anteriores etapas la producción había estado restringida a los clásicos objetos decorativos.

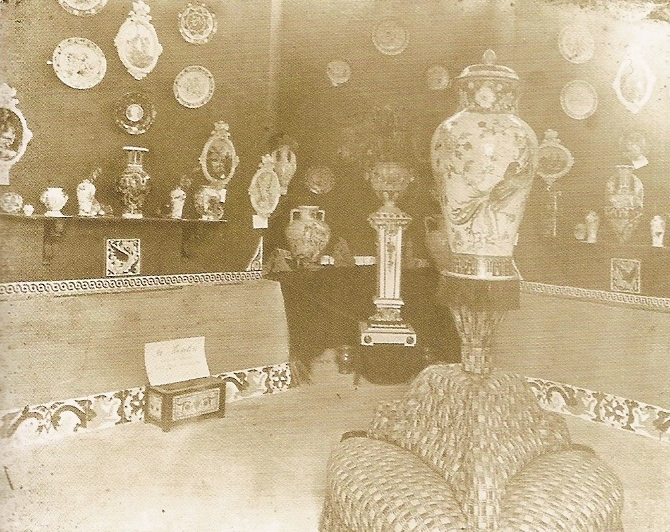
Pabellón de los Zuloaga en la Exposición de Minería, Artes Metalúrgicas, Cerámica, Cristalería y Aguas Minerales de Madrid (1883).

Daniel, en su incansable tarea de mostrar su trabajo, no cesaba en el empeño de promocionar su obra; así participó a comienzos de los años 1880 en algunas exposiciones, como las de la Sociedad de Acuarelistas celebradas en Madrid en 1880 y 1882. El dinero que le reportaban estas exposiciones hizo que gozase entonces de una buena economía, como lo demuestra el hecho de que prestase junto con su hermano Germán cinco mil reales al otro hermano, Guillermo, para sanear la economía de la fábrica, pero los gastos económicos para la puesta en marcha de la fábrica fueron tan importantes que tuvo que hipotecar sus bienes para sacarla adelante y estuvo a punto de ir a la cárcel. La Exposición Nacional de Minería que se celebró en Madrid en 1883 supuso un respiro tanto económico como psicológico para la familia, pues a través de ella Daniel recibió el encargo de toda la decoración cerámica del Palacio de Velázquez de Madrid, obra de Ricardo Velázquez Bosco. Además, realizaron diversidad de piezas para su propio pabellón en la exposición, así como la decoración exterior del mismo. Las obras de Velázquez finalizaron en 1884 y las ventas de la exposición fueron extraordinarias, y no menos el reconocimiento profesional, pues también obtuvieron el proyecto de decoración de los salones de la Diputación Foral de Guipúzcoa.
Un nuevo encargo llegó en 1885, esta vez para el Salón de Recreo de Burgos, pero a pesar de todos estos trabajos, la fábrica iba de mal en peor. Guillermo la abandonó en 1886 a causa de sus problemas económicos y se trasladó a trabajar en una fábrica de Bilbao, por lo que definitivamente La Moncloa cerró sus puertas, y aunque los hermanos Zuloaga confiaban en volver a trabajar en ella, Daniel abrió su primer taller de forma independiente.

### Taller de Vallehermoso
Una vez cerrada La Moncloa, Daniel montó un pequeño taller en Vallehermoso (Madrid), donde seguramente realizó la decoración del Palacio de Cristal del Retiro, encargada por el arquitecto Velázquez Bosco, con quien había trabajado ya en el Palacio de Velázquez. Ese mismo año fallece Germán, un duro golpe para la familia y especialmente para Daniel, con quien había trabajado mucho. A pesar de los años de trabajo, es tal la ruina que sufre la familia que ni siquiera pudieron pagar el entierro de Germán. La mala economía del taller, hace a Daniel cerrarlo y volver a cocer en los hornos de La Moncloa, bajo el encargo de Velázquez Bosco para realizar la decoración de la Escuela de Ingenieros de Minas de Madrid, trabajo para el que llamó a su hermano Guillermo.

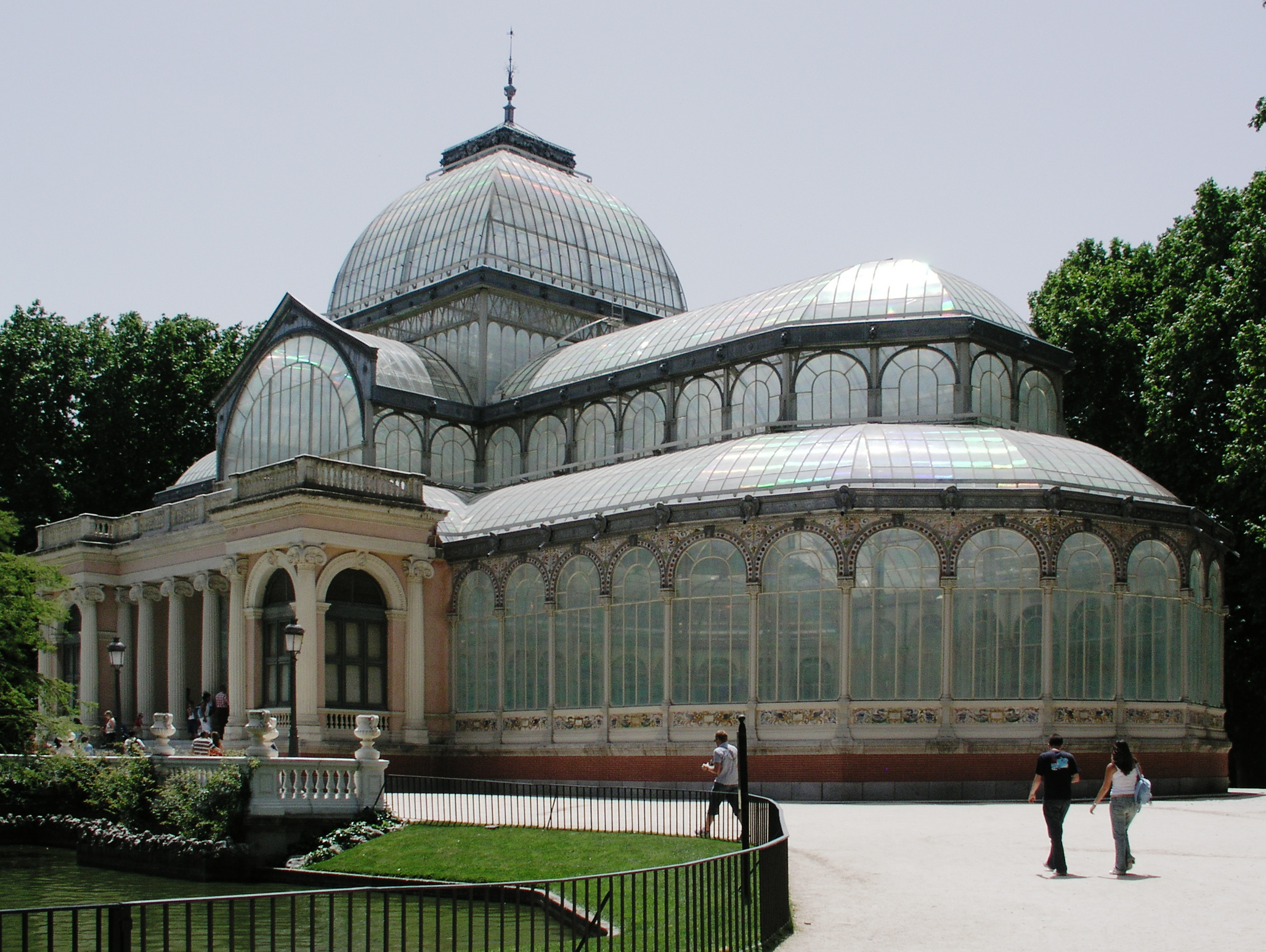
Palacio de Cristal del Retiro, con cerámicas de Daniel Zuloaga.

En 1889 comenzó a impartir clases en la Escuela de Artes y Oficios de Madrid, y visitó la Exposición Universal de París, lo que supuso un respiro en su vida, dedicando el viaje a contemplar el trabajo de los que consideraba grandes maestros, entre ellos Théodore Deck, a quien Daniel calificó como el mejor. Permaneció en la cátedra de Cerámica de la Escuela de Artes y Oficios hasta 1893, año en que es nombrado vocal del tribunal de oposiciones a las cátedras de modelado y vaciado de las Escuelas de Alcoy, Almería, Béjar, Gijón, Logroño, Santiago de Compostela y Villanueva y Geltrú. Al mismo tiempo, Guillermo terminaba en La Moncloa la decoración de la Escuela de Ingenieros. En 1892 reciben el encargo de la decoración del edificio del entonces Ministerio de Fomento. Daniel se encargó del mural de la fachada oeste, mientras que Guillermo debía ocuparse del este, pero falleció en el transcurso de las obras y fue Daniel que terminó ambos murales, cocidos también en La Moncloa, pese a que ninguno de los hermanos ocupaba ya la dirección de la misma. En 1893 Daniel abandonó Madrid y se dirigió al taller de la familia Vargas en Segovia, la fábrica de loza "La Segoviana", comenzando una nueva etapa en solitario, dejando su puesto en la Escuela de Artes a uno de sus alumnos, el ceramista afincado en Toledo Sebastián Aguado, a quien también vendió el taller de Vallehermoso.

### Fábrica “La Segoviana”

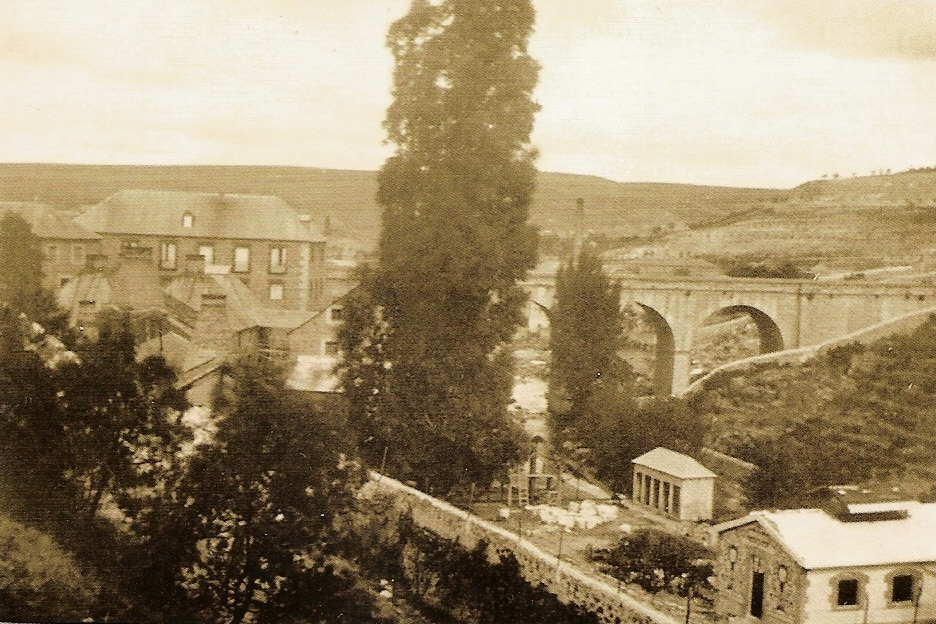
Vista de la desaparecida fábrica de loza La Segoviana, donde trabajó Daniel de 1893 a 1906.

Uno de los principales motivos de su traslado a Segovia fueron las reducidas dimensiones del taller de Vallehermoso, y puesto que tenía pendiente la realización de la importante obra del Ministerio de Fomento, hizo un viaje de exploración a la ciudad, donde encontró la fábrica de loza de los hermanos Vargas llamada "La Segoviana"; formó una empresa con ellos y se estableció en la ciudad, como recordaba su propio hijo Juan años después:

A mi padre le encargó el arquitecto don Ricardo Velázquez Bosco la decoración de la fachada del Ministerio de Fomento, en 1893. Como la obra era gigantesca, los hornos de su taller de Vallehermoso resultaban insuficientes. Don Ricardo Velázquez le dio a escoger hacerlo en España o en Francia, buscando grandes hornos y primeras materias, pero mi gran padre, español cien por cien, hizo un viaje de exploración a Segovia -ciudad que ya conocía por haberla visitado para ver a una hermana de mi abuelo, monja de piso en San Antonio el Real- y pudo conocer la existencia de la fábrica de los hermanos Vargas y trabar amistad con sus propietarios.

Para llevar a cabo la obra montó talleres de esmaltado, decoración y pintura y contrató a especialistas portugueses y españoles, y cerca de veinte obreros que trabajaron para él. Segovia no habría sido la misma sin los Zuloaga ni la obra de estos se entendería sin la ciudad. Desde el mismo instante en que Daniel llegó a Segovia sintió por ella una profunda atracción, que le llevó a asegurar ante Valle-Inclán en la tertulia del Café del Gato Negro que Segovia era la ciudad más bella del mundo. Una vez establecido en ella recibía frecuentemente la visita de su sobrino Ignacio Zuloaga, quien estaba comenzando su carrera como pintor, y en quien encontró al alumno, amigo y confidente que había perdido con la muerte de su hermano Guillermo, pero en cambio con su sobrino nunca llega a trabajar de forma conjunta. En 1904 Daniel adquirió la iglesia de San Juan de los Caballeros junto con Andrés Pérez de Arrilucea, quien dos años más tarde vendió su parte al artista. El edificio había sido cerrado al culto durante la desamortización de Mendizábal, y desde su llegada a Segovia fue objeto de deseo de Daniel, un gran amante de las antigüedades, donde en su regreso a la ciudad instalaría su taller.

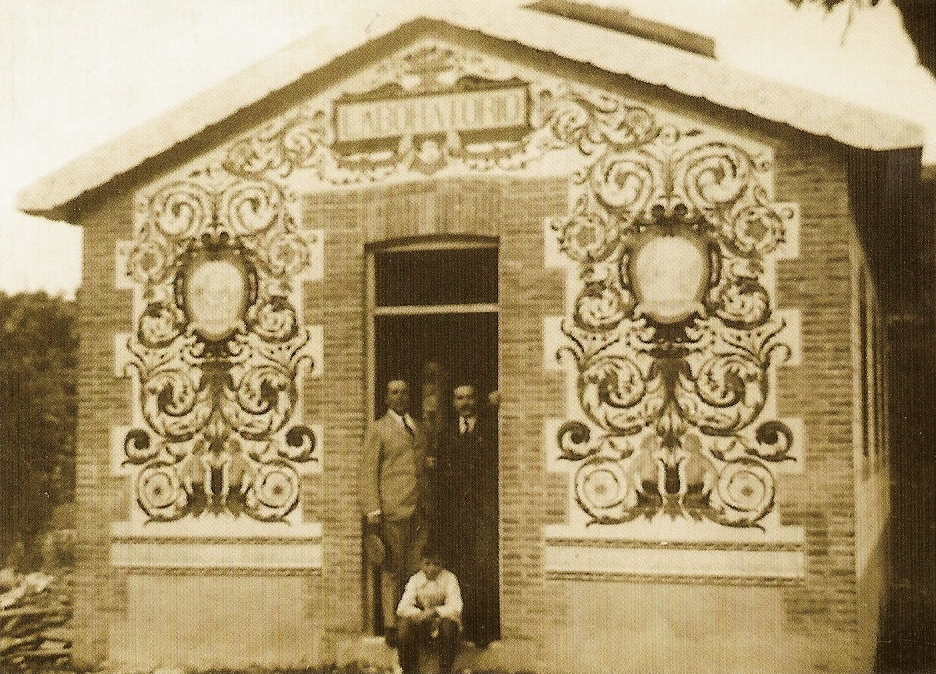
Laboratorio de Zuloaga en La Segoviana, decorado por él mismo.

En su laboratorio de “La Segoviana”, como él mismo denominaba a su taller, realizó obras decorativas de extraordinaria importancia en toda España, para edificios oficiales y palacios. Sin embargo, la obra más importante que realizó desde estos talleres fue el altar del Cristo de la Agonía que erigió en 1897 en la capilla de los Ayala Berganza de la catedral de Segovia, para el crucifijo legado por la madre del historiador Juan de Contreras y López de Ayala, marqués de Lozoya, pues constituye una de las obras más importantes que en su tiempo se fabricaron en cerámica. A partir de este momento la obra de Daniel comenzó una evolución técnica, comenzando su labor paisajista y otros asuntos aldeanos con diversas series regionalistas, inundando el país con obras decorativas y ornamentales, pero las nuevas técnicas adquiridas por Zuloaga no son bien vistas por los hermanos Vargas, y tras diversas desavenencias Daniel rompió definitivamente su relación profesional con ellos el 18 de julio de 1906 y se instaló en Pasajes de San Juan (Guipúzcoa) al frente de una fábrica de porcelana.

### Estancia en Pasajes de San Juan
En septiembre de 1906 ya se encontraba junto con su familia instalados en una casa alquilada en la calle de Santa Catalina de San Sebastián, para dirigir la fábrica que se había establecido a mediados del siglo XIX en la localidad de Pasajes de San Juan. La idea de dirigir esta fábrica había sido contemplada por Daniel años atrás, cuando en 1901 su amigo Rogelio Gordon le informó del posible cierre de la fábrica, pues su decadencia era total, pero debido a los compromisos que tenía adquiridos no pudo llevarlo a cabo.

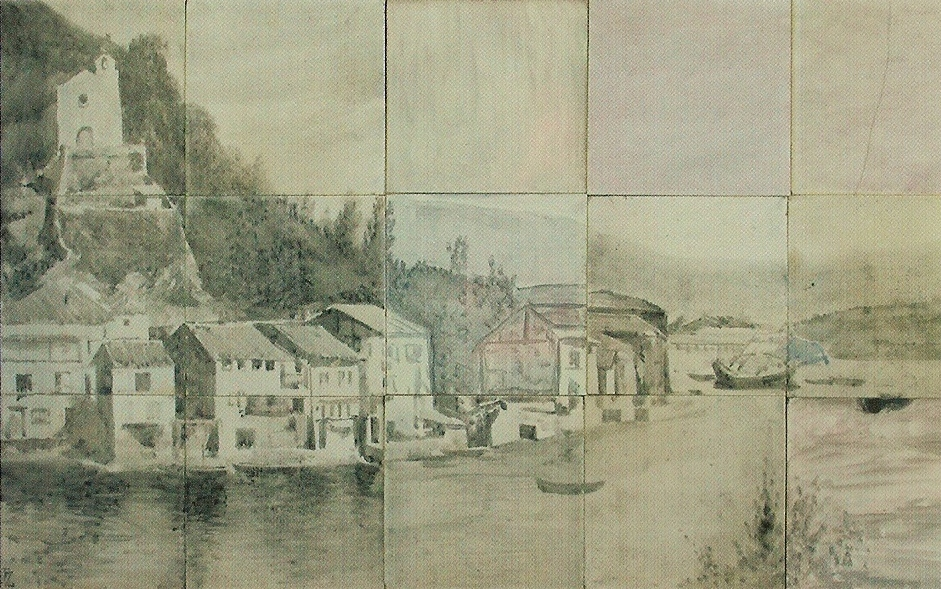
Puerto de Pasajes de San Juan, mural pintado por Daniel Zuloaga durante su estancia en el municipio.

Adaptó los talleres para sus necesidades artísticas, y elaboró el mismo tipo de piezas que se realizaban antes de su llegada: vajillas y obras decorativas, como azucareros, botes de farmacia, candeleros, cafeteras, fruteros o jarras, y además reproducciones de la Virgen de la Victoria, de Lourdes e Inmaculadas, en cuyos trabajos participaron posiblemente algunos antiguos empleados en La Segoviana; con otros continuaba manteniendo contacto, que le informaban de lo que seguían haciendo allí. Una de las pocas obras de cerámica aplicada en arquitectura que realizó durante su estancia en Pasajes fue la estación de ferrocarril de Cartagena. También realizó la fachada de la estación de Ensayos y Semillas de Madrid, cuyos murales se arrancaron cuando se destruyó el edificio y actualmente se conservan en la Escuela de Ingenieros Agrónomos de dicha ciudad.
Su estancia en Pasajes fue corta, pues al año siguiente volvió de nuevo a Segovia, incitado por su amigo Joaquín Castellarnáu y el obispo de la ciudad, Julián Miranda.

### Regreso a Segovia
Su regreso a Segovia coincide con el momento de mayor plenitud de su obra, cuando su trabajo comienza a mitificarse. A través de las gestiones llevadas a cabo por Castellarnáu, el obispo Miranda encargó a Daniel la realización de un monumento de Semana Santa para la catedral. Durante la realización de este encargo, residió en una casa alquilada en la calle de San Agustín; al mismo tiempo, realizó la transformación de la iglesia de San Juan de la ciudad, que había adquirido años antes, y donde instaló su definitivo taller. Sorprende el cuidado que puso el artista en las obras del edificio, que sufrió los mínimos cambios, y respeto con rigurosidad su estructura románica, sin duda por la pasión y entusiasmo que siempre mostró por las antigüedades. El 8 de julio de 1908 encendió por primera vez los hornos de San Juan, y el éxito en los comienzos fue total, hasta el punto que los pedidos le desbordaron a pesar de la amplia plantilla que contrató: además de sus tres hijos (Juan, Esperanza y Teodora), Daniel contó con ocho ayudantes más en plantilla, además de su hija Cándida y su mujer, que fueron las encargadas de llevar la administración y pedidos.
Fue en este momento cuando es reconocido como un genio, y calificado como un ceramista reencarnado de los del Renacimiento, como los Della Robbia, alimentando su figura de una leyenda que no pasó inadvertida fuera del país. En esta ciudad realizó la mayor parte de su obra, y muchos arquitectos se disputaban su colaboración en las obras que llevaban a cabo, como Luis Bellido o Julio Galán que renunciaron en diversas ocasiones a parte de sus beneficios con tal de que Zuloaga decorase sus edificios. Además, el taller pronto comenzó a ser frecuentado por personajes del mundo del arte y la cultura, como Francisco Alcántara, Mariano Benlliure, Ángel Ferrant, Paco Durrio, José Capuz, Sebastián Miranda, Pablo Uranga o Carmen Tórtola Valencia, quien llegó a bailar en el templo románico.

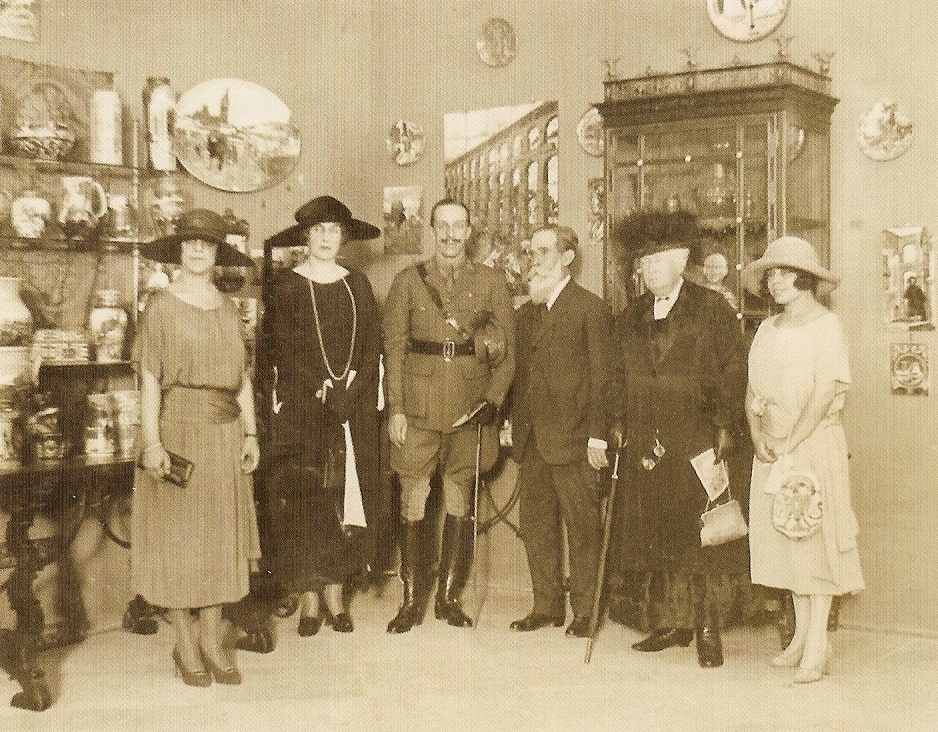
Alfonso XIII y su familia junto al matrimonio Zuloaga en una exposición de la calle Bailén.

En 1911 participó en la Exposición Nacional de Artes Decorativas, donde presentó treinta y dos lotes, y fue premiado con la primera medalla en la sección segunda por el gran Mural de los Pavos, premio que marcó el despegue de su popularidad como ceramista, con numerosas críticas en los periódicos que ensalzaban su obra. También participó el mismo año en la Nacional de Arte Decorativo organizada por el Círculo de Bellas Artes, con una colección de cincuenta y tres lotes. Además de estas exposiciones, anualmente él mismo expuso muestras en su casa de la calle Bailén de Madrid, que siempre fueron reflejadas en la prensa, principalmente porque a las inauguraciones asistía la familia Real, grandes admiradores del artista, sobre todo la infanta Isabel, con quien Daniel tuvo un trato especial. A pesar de que continuaba dedicando su cerámica a la arquitectura, pues en este periodo realizó la obra del Hospital de Maudes y la chimenea de su sobrino Ignacio, a partir de este momento comenzó a dedicarse a la obra de pequeño formato. En 1916 volvió a presentar las novedades en su casa, al mismo tiempo que realizó una exposición en la Sala Parés de Barcelona, con gran éxito de ventas y de público, y muy bien aceptada por los ceramistas catalanes, como Venancio Vallmitjana, a quien le entusiasmó la obra. Tanto éxito tuvo su obra entre la sociedad catalana, acostumbrada al modernismo de Gaudí y otros contemporáneos, que le llevó a escribir una amplia crítica sobre la cerámica en los edificios de Barcelona en la publicación Hojas Selectas.

### Etapa final

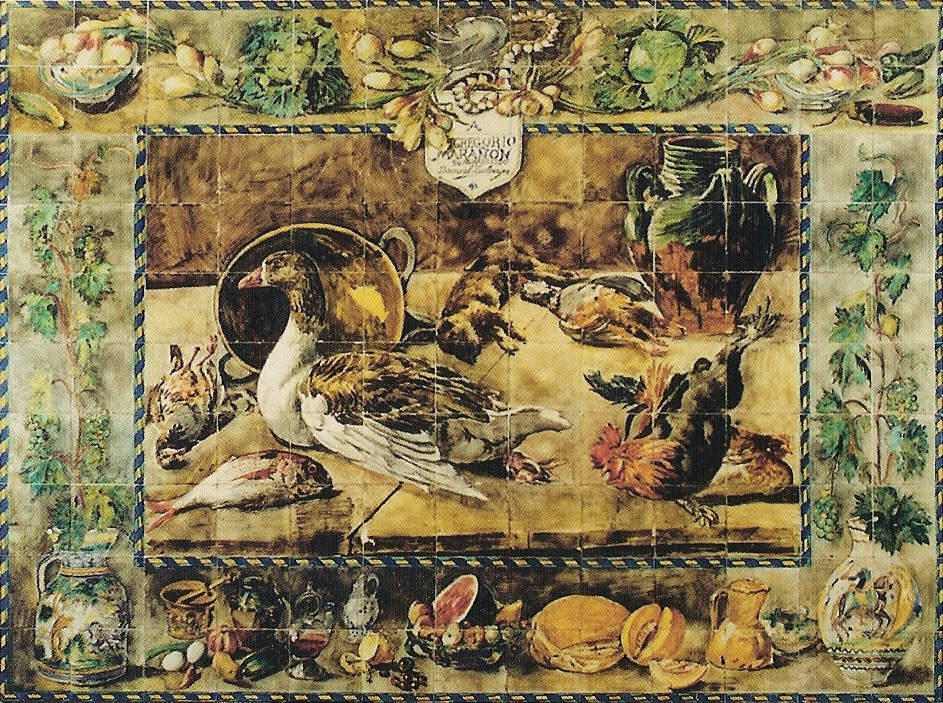
Mural de bodegón realizado y regalado por Daniel a Gregorio Marañón, actualmente ubicado en el Cigarral de Marañón (Toledo).

En 1917 sufrió una enfermedad, por la que fue atendido por Gregorio Marañón, que a través del tratamiento que había puesto años antes a la mujer de Daniel para mejorar sus depresiones, se convirtió en gran amigo de la familia. Pero su enfermedad no evitó que continuara con sus exposiciones, y realizó nuevamente las de su propia casa y otra en el Círculo de Bellas Artes, en la que Joaquín Sorolla adquirió las dos piezas que actualmente se conservan en su museo de Madrid. Dos años más tarde su fama había llegado a todos los rincones del país, y fue requerido en diversas ciudades: Barcelona, Madrid, Salamanca, Huelva, Gijón, Bilbao, Toledo y Zaragoza, entre otras. En esta última participó en la Exposición Hispano-Francesa, donde impartió una conferencia muy aplaudida sobre Goya. Su éxito fue tal que le nombraron académico correspondiente de la Real Academia de Bellas Artes de Zaragoza. Nuevamente en 1920 organizó una exposición en el Majestic Hall de Bilbao, presentó obras en su casa y participó en una muestra de cerámica junto a otros ceramistas como Juan Ruiz de Luna, Benlliure o Aguado, en la que destacó principalmente su obra, según escribió Ramón Gómez de la Serna.
Su último año de vida tuvo gran importancia para él, pues vio finalizado uno de sus mayores sueños: finalizaron las obras de su casa de San Juan de los Caballeros. Años antes encargó a su amigo Eladio Laredo, con quien había trabajado en Castro-Urdiales, que habilitase un espacio existente en la nave central de la iglesia, que ya existía en el siglo XVIII. En él construyó varias habitaciones, la cocina y un baño, azulejado con cerámica del taller, que aún se conserva en la iglesia. Viajó a Tánger en busca de nuevos descubrimientos, al mismo tiempo que se prepararon dos exposiciones, en Madrid y Barcelona. La primera se realizó en el Palacio de Bibliotecas y Museos (edificio que ocupan actualmente el Museo Arqueológico y la Biblioteca Nacional) junto a otros artistas de Madrid y su comunidad. Del éxito de la segunda, en la ciudad condal, no pudo disfrutar por encontrarse gravemente enfermo desde el mes de noviembre, falleciendo el 26 de diciembre de 1921.

## Familia de artistas
De los tres hermanos Zuloaga, fue Daniel quien alcanzó mayor maestría como pintor y dibujante, como lo demuestra el retrato que dedicó a su padre. También fue el único que tuvo una larga trayectoria, debido a la muerte prematura de sus dos hermanos; no obstante, la obra de Guillermo y Germán también es amplia y destacada, colaborando con Daniel en los encargos solicitados.

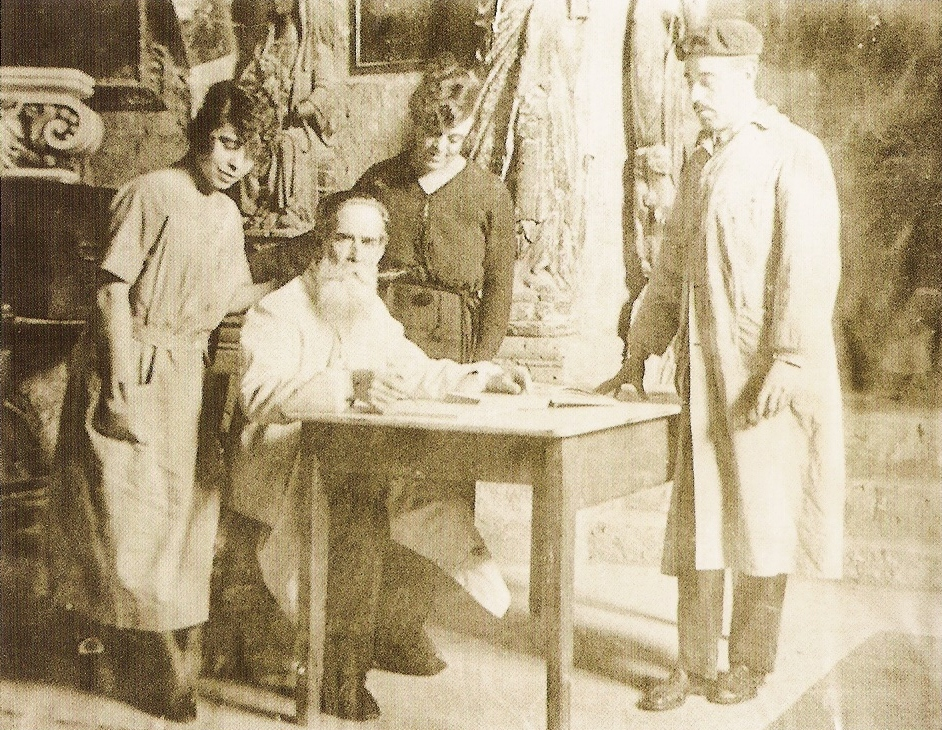
Daniel junto a sus hijos Esperanza, Teodora y Juan en el taller de San Juan de los Caballeros.

- Cándida Zuloaga (Madrid, 4 de septiembre de 1877-Segovia, 6 de noviembre de 1965), a pesar de no dedicarse a la tradición familiar, fue la más conocida de los cuatro hermanos por ser la modelo preferida de su primo Ignacio Zuloaga. También fue retratada por su padre, así como por Maurice Fromkes, afincado en Segovia. Murió soltera, y fue el único miembro de la familia que donó su parte de la herencia al Estado para la creación del museo familiar.
- Esperanza Zuloaga (Madrid, 18 de diciembre de 1881-Segovia, 15 de abril de 1937), fue instruida desde pequeña en el dibujo y la decoración, y más tarde fue pensionada por el Estado para estudiar en Inglaterra y en Francia. Su obra está basada especialmente en temas religiosos, y también fue retratada por diversos artistas, entre ellos por Mateo Inurria, quien la dedicó un busto.
- Juan Zuloaga (San Sebastián, 25 de febrero de 1884-Segovia, 24 de noviembre de 1968), que aprendió las primeras lecciones de su padre, y más tarde estudió en la Escuela de Artes y Oficios de Segovia, destacando en dibujo lineal. En 1911 fue pensionado para estudiar en Sèvres, y más tarde fue copista del Louvre, donde se relacionó con su primo Ignacio, Paco Durrio, Frédéric Auguste Bartholdi y otros artistas. Continuó la tradición familiar, y entre su descendencia se encuentra el ceramista Daniel Zuloaga Olalla.
- Teodora Zuloaga (Madrid, 17 de mayo de 1886-Segovia, 30 de octubre de 1976), conocida familiarmente como Tolola, fue pensionada al igual que su hermana para estudiar en Sèvres, trabajando posteriormente en el taller familiar. Casó con Antonio Mazorriaga, archivero de Segovia, quedando viuda en 1944 sin tener sucesión. Fue directora del museo de la familia desde 1948 hasta 1969, que pasó a ser honoraria.

## Obra

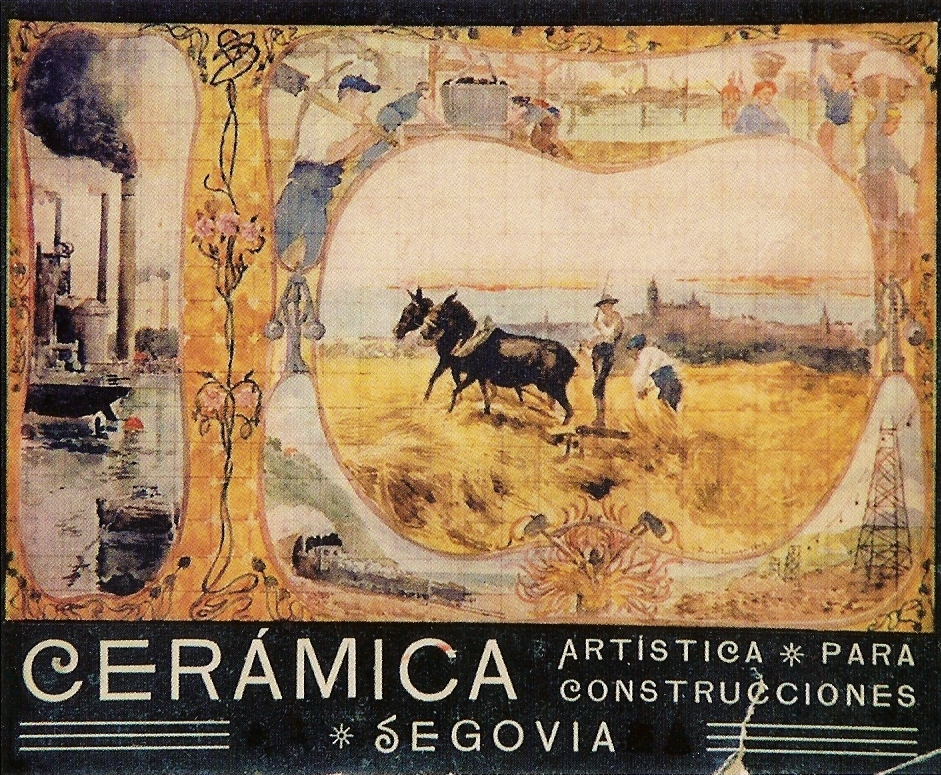
Portada de un catálogo que publicó Zuloaga en 1904 para dar a conocer su obra a los arquitectos.

### Cerámica decorativa
Mención especial merecen dos trabajos realizados por Daniel, pues aún sin ser cerámica, su autoría le pertenece. Se trata del diseño de dos rejas, una de ellas para la capilla de los Ayala de la catedral de Segovia, y otra para la capilla de los Olaso en la iglesia de Santa María de Orduña, realizadas por Ángel Pulido.

## Zuloaga en la memoria

### Museo Zuloaga
Tras la muerte de Daniel, sus hijos continuaron con el taller familiar, denominado a partir de entonces "Viuda e hijos de Daniel Zuloaga". Durante los primeros años continuaron trabajando de forma incansable, participando en ferias nacionales e internacionales donde cosecharon importantes premios, pero la Guerra Civil supuso para la familia un periodo de crisis del que jamás se recuperaron. En 1935 Juan fue internado en el sanatorio psiquiátrico de San Juan de Dios (Palencia) aquejado de una fuerte depresión y, cuando regresó al taller en 1937 falleció su hermana Esperanza, por lo que no llegó a recuperarse del todo. Como el negocio seguía sin reportar los beneficios necesarios, instalaron en el taller una escuela a nivel oficial, pero los problemas familiares acompañados de la gran crisis que sufrió el taller, hicieron que en 1949 se produjese el cese oficial de la empresa familiar, aunque los hermanos continuaron trabajando en ella hasta su muerte.
Durante los años 1947 y 1948 trabajaron para la creación de un museo dedicado a la obra de su padre en el taller donde más obras realizó, la iglesia de San Juan de los Caballeros. El 5 de marzo de ese año el Boletín Oficial del Estado publicó el nacimiento del patronato del museo, y el 7 de noviembre del mismo año, el del propio museo. En el decreto de creación constó además la fundación de una Escuela-Taller de Cerámica, financiada en parte por la Diputación de Segovia, aunque desapareció en 1954. El 3 de julio de 1949 el museo fue inaugurado, y se nombró directora a Teodora Zuloaga, puesto que ocupó hasta su jubilación, pasando a partir de entonces a ocupar el cargo de directora honoraria. Cándida Zuloaga Estringa fue la única que cedió al Estado su parte de la herencia para la creación del museo que, tras diversos avatares sufridos en el tiempo, continúa abierto al público en la actualidad.

### Exposiciones
Al año siguiente de su muerte se organizó una exposición póstuma en el Museo de Arte Moderno, calificada como su testamento estético por estar compuesta de un grupo de obras que resumían su obra. 

### Busto en Segovia
En 1924 la ciudad de Segovia encargó al escultor Emiliano Barral un busto del artista, emplazado en la actualidad en la plaza dedicada a Diego de Colmenares, mirando hacia su casa, la iglesia de San Juan de los Caballeros. Fue la primera escultura urbana moderna que se instaló en la ciudad dedicada a un personaje, y fue colocada primeramente en los Jardines de la Merced, junto a la plaza de su nombre, y aunque esta ubicación fue muy criticada, se colocó en ellos por la belleza del entorno; lo más lógico habría sido instalarlo en la antigua plaza de San Juan, renombrada en la actualidad de Colmenares, por haber nacido en ella aquel historiador segoviano. El busto no se instaló en ella por el estado de abandono en el que se encontraba; en 1908 se proyectó un jardín en la plaza, pero el gasto fue mayor de lo presupuestado y el proyecto se dejó a medias. Con motivo de la apertura del Museo Zuloaga, en 1950 se recuperó y amplió el jardín, al que se dio el nombre familiar, e inmediatamente se trasladó el monumento a la plaza, que yace frente al ábside de la iglesia.
La escultura ha servido de inspiración para algunos amigos del artista, como el segoviano José Rodao, quien escribió tras su colocación: "En un jardín escondido en el que el mundano ruido de la población se apaga, en Segovia, han erigido un busto a Daniel Zuloaga. Bajo un hermoso dosel de hojas, que son hoy laurel para su frente genial, ha cincelado Barral el busto de don Daniel". El también poeta Luis Martín García-Marcos escribió "Y en el jardín que rodea la iglesia que el artista genial salvó de la ruina, entre geranios, mirtos y cipreses, modelado en la piedra rosada de Sepúlveda por el cincel de Emiliano Barral, la barba de don Daniel se riza al viento de la inmortalidad".

### Reconocimientos póstumos
- Sello postal. El 24 de marzo de 1971, con motivo del Día del Sello, Correos y Telégrafos emitió un sello del retrato que Ignacio dedicó a Daniel, titulado "Mi tío Daniel".[14]
- Calle en Madrid. Su ciudad natal dio su nombre a una calle en pleno centro, cerca del Parque del Retiro y junto al de la Fuente del Berro.[15]

## Iconografía varia

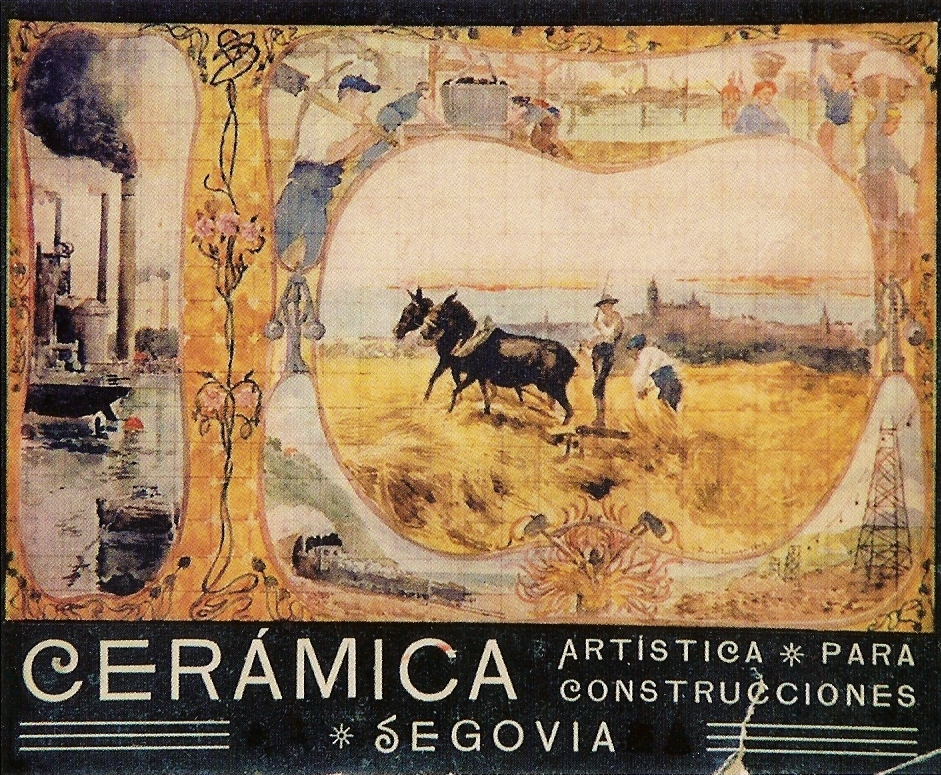
Portada de un catálogo destinado a constructores.
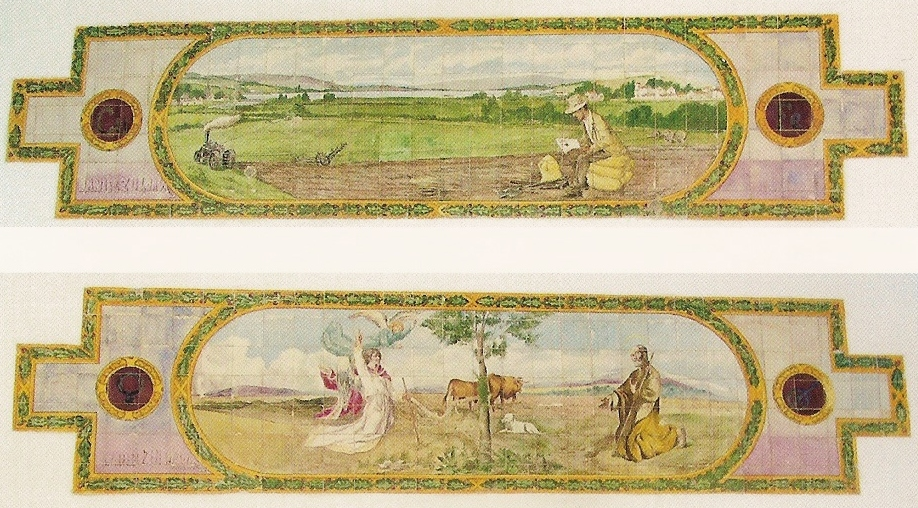
Los Zuloaga, artistas de la Cerámica, de Ángel Escorial Pinela y Abraham Rubio Celada.
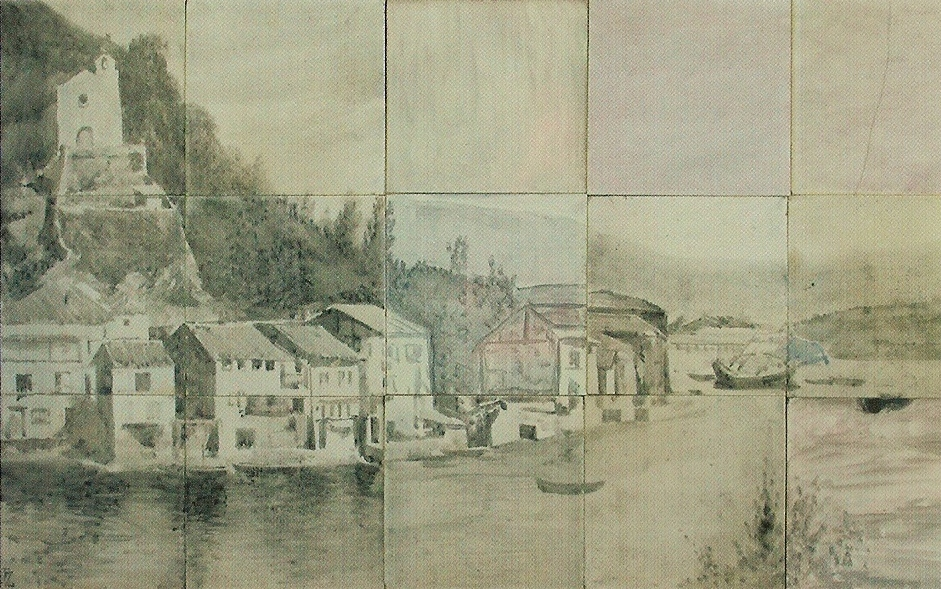
Mural de azulejos pintado por Daniel Zuloaga durante su estancia en Pasajes de San Juan (Guipúzcoa).
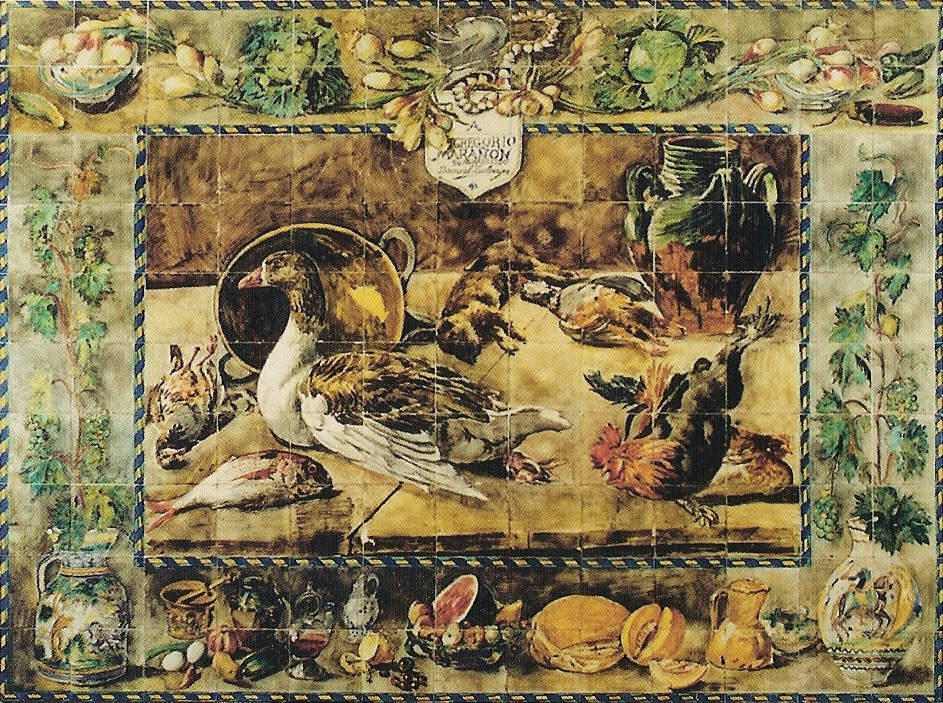
Mural con bodegón realizado y regalado por Daniel Zuloaga a Gregorio Marañón; localizado en el Cigarral de Menores (Toledo).
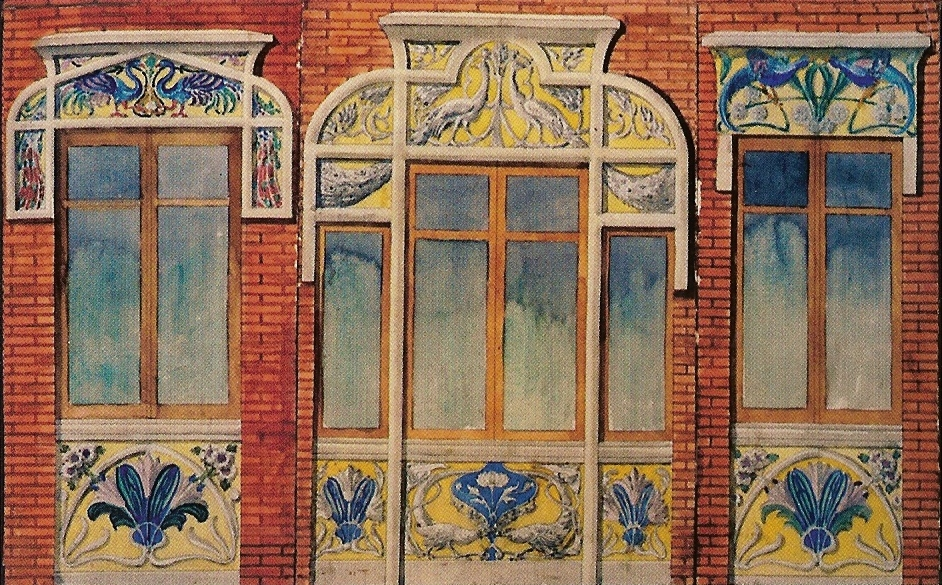
Boceto que hizo Daniel Zuloaga para la fachada de la casa de Luis Ocharan en el paseo del Cisne de Madrid.
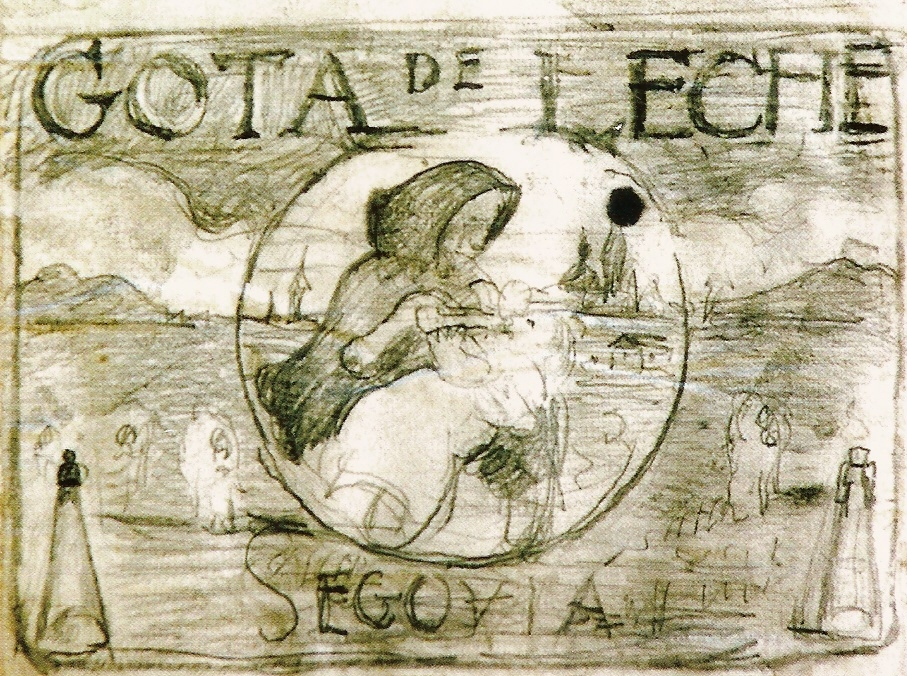
Boceto de Daniel Zuloaga para la realización del mural de la institución segoviana "La Gota de Leche", hacia 1913.